# Mosaic
NCSA Mosaic，是一個早期廣泛使用的網頁瀏覽器，瀏覽器因支援多種協議如FTP、NNTP和Gopher而得名。Mosaic是第一個將文字與圖片同時顯示，而不是在單獨的視窗中顯示圖片的瀏覽器。雖然經常被錯誤描述為第一個圖形介面瀏覽器，事實上比Mosaic更早的圖形介面瀏覽器有WorldWideWeb、Erwise和ViolaWWW。
Mosaic於1992年底由美國伊利諾大學厄巴納香檳分校的NCSA開發。從1994年底開始，Mosaic的市佔率被Netscape Navigator蠶食，到1997年專案終止時剩下少量使用者，並於1997年1月7日正式停止發展和支援。

## 歷史

Mosaic 1.0運行於System 7.1顯示Mosaic通訊公司官方網站

David Thompson向NCSA的軟體設計小組展示了ViolaWWW瀏覽器。這啟發了馬克·安德森和埃里克·比納在UNIX的X Window編寫了NCSA Mosaic，名為xmosaic。1991年12月，時任參議員艾爾·高爾提出的美國資訊高速公路法案獲得通過，為Mosaic開發計畫提供了資金。1993年11月11日，Microsoft Windows的1.0版本發布。從1994年至1997年，國家科學基金會進一步資助了Mosaic開發。
Mosaic開發團隊的領導人馬克·安德森，離開了NCSA，後來與SGI公司的創始人之一吉姆·克拉克以及伊利諾大學的其他四名學生和員工共同創辦了Mosaic Communication Corporation，Mosaic Communications最後改名為Netscape Communications Corporation，並推出他們的瀏覽器Netscape Navigator。在1994年安德森的Netscape Navigator發布之後，Mosaic瀏覽器的受歡迎程度開始下降。這一點在The HTML Sourcebook: The Complete Guide to HTML已經提到：「Netscape通訊公司設計了一個全新的WWW瀏覽器Netscape，比原來的Mosaic程式有明顯的改進。」

## 影響
Mosaic是引領1990年代網際網路熱潮的網頁瀏覽器。這段期間存在的其他瀏覽器，像是Erwise、ViolaWWW、MidasWWW和tkWWW，但這些瀏覽器對公眾使用網際網路的影響力遠不及Mosaic。
Mosaic並不是Windows的第一個瀏覽器，而是Thomas R. Bruce的鮮少人知Cello。Mosaic的Unix版本在Windows版本推出之前已經聞名於世，除了可以在文字中嵌入圖片，而不是在單獨的視窗之外，Mosaic的功能與ViolaWWW相似，不過Mosaic是首次由職業程式設計師團隊所編寫瀏覽器，對於初學者來說相當可靠和易於使用，Mosaic使網際網路對普通人來說變得觸手可及。
Mosaic是著名的圖形瀏覽器，它讓使用者透過點選介面在電子訊息世界中暢遊。Mosaic那迷人的外觀激勵著使用者將他們的文件上傳到網路上，包括彩色圖片、聲音片段、影片剪輯，此外超文字形式的"連結"能夠連結到其它文件。隨著點選—連結，這個連結上的文件就能夠顯示出來—你可以通過這種突發奇想而又直覺的方式在網路世界中穿梭。Mosaic不是發現訊息的最直接方式，也不是最強大的，不過是最讓人愉悅的方式，而在發布後的18個月裡，Mosaic已經引發了網路歷史上前所未有的興奮和商業活力。
1992年11月，世界上只有僅僅26個網站，每一個網站都受人注目。1993年，Mosaic推出了一個叫做What’s New的頁面，幾乎每天都會提供給大家一個全新網站的連結。這是一個網際網路進入快速發展階段的時期，逐漸擴展到學術界和大型工業研究機構以外的領域。然而，這正是Mosaic瀏覽器推動了網際網路的爆炸性成長，到了1995年8月，網站數量已經超過了一萬個，1998年網站數量達到了數百萬個。Metcalfe表達了Mosaic的關鍵作用：
在Web的第一世代，蒂姆·伯納斯-李使用基於Unix的伺服器和瀏覽器原型，建立了統一資源定位符（URL），超文字傳輸協定（HTTP）和HTML標準。一些人意識到Web可能比Gopher更好。
在第二世代，馬克·安德森和埃里克·比納在伊利諾大學開發了NCSA Mosaic瀏覽器。幾百萬人突然發現Web可能比性愛還要棒。

在第三世代，安德森和比納離開NCSA，創立了Netscape...———Bob Metcalfe

## 分支
Spyglass公司從NCSA獲得技術和商標授權，用於開發自己的網頁瀏覽器，但從未使用任何NCSA Mosaic原始碼。微軟於1995年以200萬美元獲得Spyglass Mosaic的授權進行了修改，並重新命名為Internet Explorer。但後來因為專利方面的糾紛，微軟向Spyglass賠償了800萬美元。在1995年的使用者指南The HTML Sourcebook: The Complete Guide to HTML，特別指出，在一個名為Coming Attractions的章節中，Internet Explorer「將以Mosaic程式為基礎」:331。
在NCSA停止Mosaic開發之後，X Window系統的NCSA Mosaic原始碼由幾個獨立的小組繼續進行開發。這些獨立的開發工作包括2004年初停止開發的mMosaic（multicast Mosaic）、Mosaic-CK和VMS Mosaic。